# Lilly (Georgia)
Lilly ist eine Stadt im Dooly County im US-Bundesstaat Georgia mit 213 Einwohnern (Stand: 2010).

## Geographie
Lilly liegt rund zehn Kilometer nordwestlich von Vienna. Die nächsten größeren Städte sind Albany (80 Kilometer südwestlich) und Atlanta (200 Kilometer nördlich).

## Demographische Daten
Laut der Volkszählung von 2010 verteilten sich die damaligen 213 Einwohner auf 75 bewohnte Haushalte, was einen Schnitt von 2,84 Personen pro Haushalt ergibt. Insgesamt bestehen 96 Haushalte. 
70,7 % der Haushalte waren Familienhaushalte (bestehend aus verheirateten Paaren mit oder ohne Nachkommen bzw. einem Elternteil mit Nachkomme) mit einer durchschnittlichen Größe von 3,45 Personen. In 44,0 % aller Haushalte lebten Kinder unter 18 Jahren sowie in 24,0 % aller Haushalte Personen mit mindestens 65 Jahren.
35,2 % der Bevölkerung waren jünger als 20 Jahre, 24,9 % waren 20 bis 39 Jahre alt, 21,6 % waren 40 bis 59 Jahre alt und 18,4 % waren mindestens 60 Jahre alt. Das mittlere Alter betrug 30 Jahre. 48,4 % der Bevölkerung waren männlich und 51,6 % weiblich.
46,9 % der Bevölkerung bezeichneten sich als Weiße und 50,2 % als Afroamerikaner. 1,9 % gaben die Angehörigkeit zu einer anderen Ethnie und 0,9 % zu mehreren Ethnien an. 1,9 % der Bevölkerung bestand aus Hispanics oder Latinos.
Das durchschnittliche Jahreseinkommen pro Haushalt lag bei 25.694 USD, dabei lebten 36,9 % der Bevölkerung unter der Armutsgrenze.

## Sehenswürdigkeiten
1998 wurde das Lilly Historic District in das National Register of Historic Places eingetragen.

## Verkehr
Lilly wird von der Georgia State Route 90 durchquert. Der nächste Flughafen ist der Flughafen Columbus (rund 130 km westlich).